# 艾莉森·伯內特
艾莉森·伯內特（1958年12月16日—）是美國編劇、電影導演和小說家。

## 早期生活和教育
艾莉森·伯內特出生於紐約伊薩卡。他畢業於位於埃文斯顿的西北大学。 之后來到茱莉亞學院学习剧本创作。